# Paul Martin von Bülow
Ikke at forveksle med Poul Martin Bülow
Paul Martin von Bülow (11. december 1795 – 16. oktober 1877) var en dansk officer.
Bülow blev generalmajor, kammerherre og var fra 1859 kommandant af Kastellet. Han var Kommandør af 1. grad af Dannebrog og af Sankt Olavs Orden, af Sværdordenen mm.
Han var gift med Anna Elisabeth Amalia Døcker (10. august 1799 – 9. juni 1889). Til minde om sine forældre stiftede datteren Agnes Elisa Anna von Bülow Generalmajor Kammerherre Paul Martin von Bülows og Hustru Anna Christine Amalie von Bülow født Døckers Legat for Medlemmer af Familien Bülow.